# Ali II ibn Husayn
Abu-l-Hàssan Alí II ibn Hussayn (àrab: أبو الحسن علي باي بن حسين بن علي, Abū l-Ḥasan ʿAlī Bāy b. Ḥusayn b. ʿAlī) (Tunis, 24 de novembre de 1712-26 de maig de 1782) fou bei de Tunísia, de la dinastia husaynita de Tunísia, fill d'al-Hussayn I ibn Alí, i germà i successor de Muhàmmad I ar-Raixid.
Quan el seu germà Muhammad al-Rashid va ocupar Tunis el 2 de setembre de 1756 va nomenar Ali com a hereu (bey al-Mahalla, 3 de setembre); Ali el va succeir quan Muhammad va morir el 12 de febrer de 1759.
El príncep Sidi Ismail Bey (1742-1780) fill d'Ali I es va revoltar immediatament però la revolta fou reprimida el 1762 i va fugir a Algèria (on va morir). Va tornar a reclutar els soldats al Llevant restaurant els geníssers. Ali només fou reconegut com a governador per la Porta però igual que els altres va gaudir d'una completa autonomia; el bey podia signar tractats amb les potències estrangeres i la Porta no interferia en cap aspecte de l'administració. El 17 de juliol de 1766 va rebre el títol d'amir al-umara. El seu fill gran Sidi Sulayman Bey va morir el 30 de desembre de 1764 i el segon Muhammad va ocupar la posició d'hereu.
El 1769/1770 es va enfrontar a França per l'annexió de Còrsega i pel monopoli de la pesca de corall, car Ali, a instàncies de Pacciola, un lloctinent de Pascal Paoli, refusava reconèixer l'annexió de Còrsega i la nacionalitat francesa dels vaixells cors capturats; es va declarar l'estat de guerra i una esquadra francesa va fer una demostració naval davant els ports de Tunísia. (juny de 1770) però amb la mediació del gendre del primer ministre Mustafà Khodja es va poder solucionar satisfactòriament, l'annexió de Còrsega fou reconeguda (que va comportar el lent alliberament dels nombrosos esclaus corsos a Tunísia) i en endavant un cònsol general francès es va establir al país.
El 9 de febrer de 1777, malalt, va cedir el poder al seu fill Muhammad ibn Ali conegut com a Hammuda Paixà conservant però algunes funcions cerimonials i residint al palau. Va morir al palau del Bardo el 26 de maig de 1782. Va tenir cinc fills i cinc filles.